# Orde van Manuel Amador Guerrero

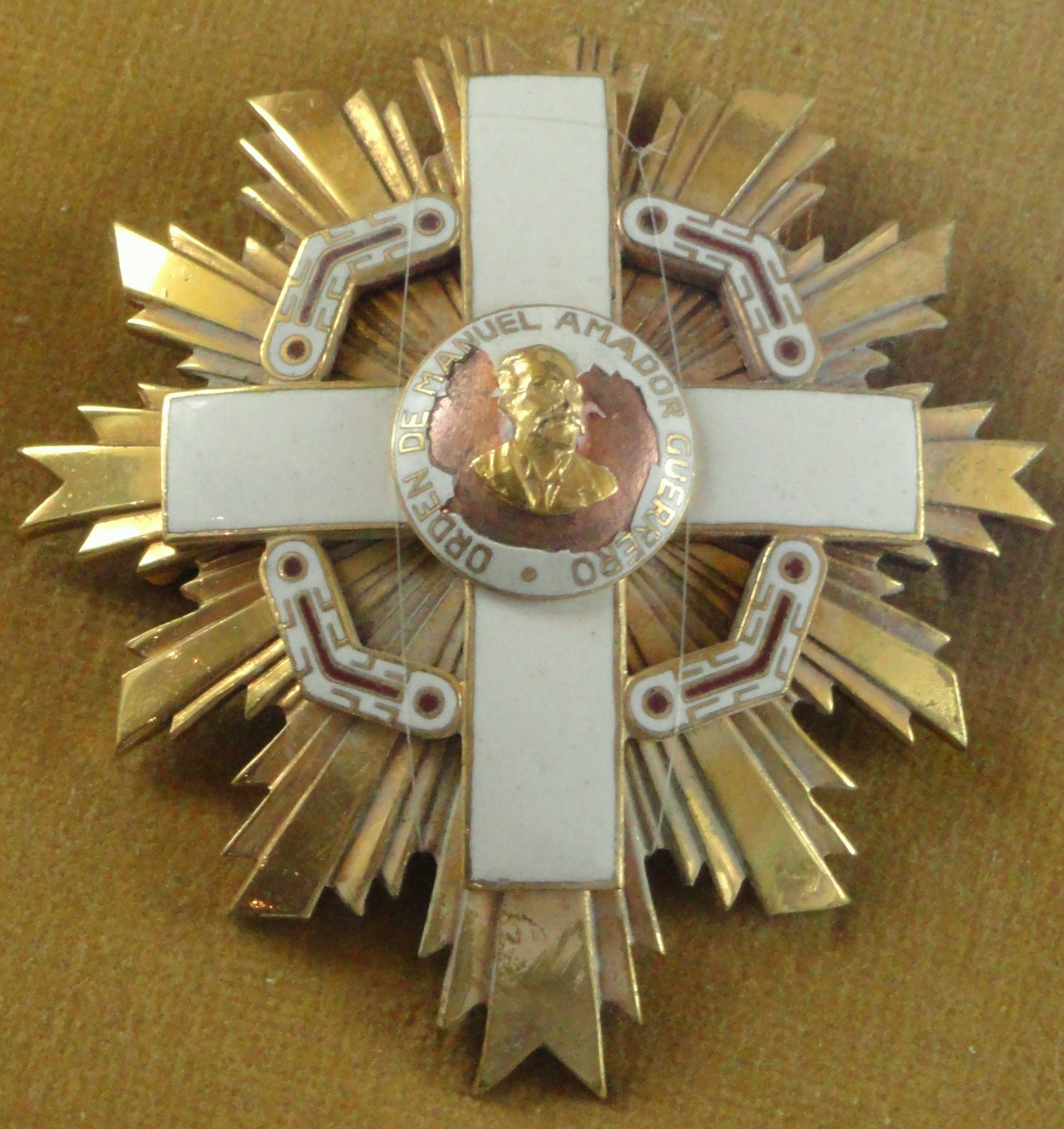
Kreten

De Panamese Orde van Manuel Amador Guerrero onderscheidt zich van het voor ridderorden gebruikelijke model omdat zij van de vijf  gangbare graden alleen de drie hoogste en een keten kent.
De orde werd op 29 oktober 1953 ingesteld en beloont verdiensten op civiel, wetenschappelijk, artistiek of humanitair gebied. De orde werd naar Manuel Amador Guerrero, de eerste president van Panama, vernoemd.
Onder de dragers van de orde was ook Koningin Juliana der Nederlanden die de keten ontving.

## De graden
- Keten

- Grootkruis

- Grootofficier

- Commandeur

## De versierselen
Het kleinood is een wit geëmailleerd latijns kruis met in het midden een wit medaillon met portret van Guerrero en de tekst "PRESIDENTE MANUEL AMADOR GUERRERO".
De gouden ster heeft twaalf punten.
Het lint is geel met een smalle blauw-wit-rode middenstreep.